# Ruellia coccinea
Ruellia coccinea är en akantusväxtart som först beskrevs av Carl von Linné, och fick sitt nu gällande namn av Vahl. Ruellia coccinea ingår i släktet Ruellia och familjen akantusväxter. Inga underarter finns listade i Catalogue of  Life. Anläggningen har röda blommor. Det är endemisk till Västindien 